# Johnny Rebel (piosenkarz)
Clifford Joseph Trahan (ur. 25 września 1938, zm. 3 września 2016), znany jako Johnny Rebel – kontrowersyjny amerykański piosenkarz, znany z piosenek wspierających białą supremację. Johnny Rebel w swoich piosenkach często używał rasistowskiego określenia nigger w stosunku do Afroamerykanów i często chwalił w nich segregację rasową, Ku Klux Klan i Konfederację. 
W wywiadzie z 2003 r. Trahan twierdził, że „po prostu robił to dla pieniędzy” i że „nie chciał szerzyć nienawiści ani wywoływać kłopotów”.

## Życiorys

### Wczesne życie
Trahan urodził się w Moss Bluff w 1938 roku. Jego rodzicami byli Homer Trahan i Elizabeth Breaux Taylor. 

### Kariera
Trahan po raz pierwszy nagrał utwory pod pseudonimem Johnny Rebel w połowie lat 60. XX wieku w studiu nagraniowym JD „Jay” Millera w Crowley w Luizjanie. Miller wyprodukował sesje i wydał nagrania w swojej wytwórni Reb Rebel.  
Pierwsze wydanie Trahana - piąte dla wytwórni Reb Rebel - było singlem o formacie 45 RPM: „Lookin 'for a Handout” i „Kajun Ku Klux Klan”. Następnie nagrał więcej singli dla wytwórni: „Nigger, Nigger”, „Coon Town”, „Who Likes a Nigger?”'', „Nigger Hatin 'Me”, „Still Looking for a Handout”, „Some Niggers Never Die (They Just Smell That Way)”, „Stay Away from Dixie” oraz „Move Them Niggers North”.  
Niewiele piosenek Trahana dotyczy tematów innych niż rasa. Te wyjątki obejmują „Keep a-Workin' Big Jim”, piosenkę o wysiłkach prokuratora okręgowego z Luizjany, Jima Garrisona, w celu rozwiązania sprawy zabójstwa Johna F. Kennedy'ego oraz „(Federal Aid Hell) The Money Belongs to Us”, piosenkę krytyczną wobec amerykańskich programów pomocy federalnej. Dwie z tych piosenek zostały ostatecznie wydane jako album przez Reb Rebel Records pod tytułem For Segregationists Only. 
Po zamachu na World Trade Center 11 września 2001 roku Trahan zauważył odrodzenie zainteresowania jego muzyką.  

### Śmierć
Trahan zmarł 3 września 2016 r.